# 铜号
铜号，是中國古代一种樂器，形状与唢呐相似，用铜材质制成。号有大中小三种，短者1米余，长者达5米。一般架在经堂的墙上吹奏，声音洪亮而低沉。